# Lars Grahn
Lars Grahn född 5 september 1948, är en svensk schackjournalist, författare och schackspelare. 
Grahn var redaktör för Sveriges Schackförbunds schacktidskrift Tidskrift för Schack och är schackskribent i Sydsvenskan. Han startade tidskriften Schacknytt 1970 och var dess redaktör i tjugo år. Han har också varit redaktör för SSKK-bulletinen/Korrschack. 
Grahn har också varit kåsör i Sveriges Radios Karlavagnen och programledare i Maliciösa Salongen i Radio Malmöhus. 
Han har skrivit ”Kärleksfunktionen” för Radioteatern och har varit inblandad i en del andra teaterprojekt.
Han har också skrivit böckerna Schacknytts jubileumsturnering (Hebanon, 1980) tillsammans med Sixten Johansson och Stormästare: Gideon Ståhlberg, Gösta Stoltz, Ulf Andersson (Bonniers, 1979). 